# Milan Kangrga
Milan Kangrga, född 1 maj 1923 i Zagreb, död där 25 april 2008, var en kroatisk och jugoslavisk filosof som var en av de ledande tänkarna inom Praxisskolan, som ursprungligen härstammade från den Socialistiska Förbundsrepubliken Jugoslavien.

## Biografi
Kangrga föddes i Zagreb, där han gick i grundskola och gymnasium. ^r 1950 avlade han examen vid  den Filosofiska fakulteten i Zagreb, där han började att arbeta som lärarassistent inom områdena etik och estetik. Mellan 1962 och 1964 studerade han i Heidelberg, Tyskland. Han blev fast anställd som professor 1972, en position han behöll tills han gick i pension 1993.
Kangrga började sin konfrontation med den jugoslaviska kommunistledningen under sin grundexamen i februari 1948, innan konflikten mellan Joseph Broz Tito och Joseph Stalin. Då publicerade han sin första filosofiska artikel med titeln On Ethics i Studentski list (Zagreb), vilken League of Communists of Yugoslavia-byråkraterna fann provocerande. 1953 blev Kangrga medlem av LCY men 1954 uteslöts han från partiet eftersom han meddelade att han hade blivit inspirerad att bli kommunist av Miroslav Krležas verk, som fortfarande inte helt hade rehabiliterats av regimen. 1964 var Kangrga med och grundade tidskriften Praxis. Tillsammans med Rudi Supek grundade han också Korčula Summer School, som var en unik mötesplats för filosofer från Öst och Väst mellan 1964 och 1974. (Det är runt dessa två institutioner som Praxis-skolan tog form.) Skolans kännetecken var:
1. betoning av de skrifter som den unge Marx skrev; och
2. ett krav på yttrandefrihet i både Öst och Väst baserat på Marx's insisterande på en hänsynslös kritik av allt existerande. Milan Kangrga betonade också kreativitet, men också förståelsen av människor som producenter som mänskliggör naturen.

Även om han var kritisk mot kommunistpartiet i Jugoslavien, främst för att de inte implementerade självförvaltningens socialism, avvisade han de icke-socialistiska reaktionerna mot SFR Jugoslavien, den mest anmärkningsvärda var Kroatiska våren. Milan Kangrga har hållit föreläsningar i Bonn, München, Prag, Budapest, Moskva och Kyiv, förutom i andra städer. Hans artiklar har publicerats i Tyskland, Italien, USA, Frankrike, Spanien, Ungern, Tjeckoslovakien, Österrike och Mexiko.